# Mihovce
Mihovce – wieś w Słowenii, w gminie Kidričevo. W 2018 roku liczyła 197 mieszkańców.